# За къде пътувате
„За къде пътувате“ е български игрален филм (комедия) от 1986 година на режисьора Рангел Вълчанов, по сценарий на Георги Данаилов и Рангел Вълчанов. Оператор е Радослав Спасов. Музиката във филма е композирана от Кирил Дончев, използвана е и музика от Моцарт.

## Състав

### Актьорски състав
| Роля                    | Изпълнител |
| ----------------------- | --- |
| Доцент Радослав Радев   | Стоян Алексиев |
| Бай Деньо               | Георги Калоянчев |
| Катерина                | Катерина Евро |
| Другаря Стрезов         | Йосиф Сърчаджиев |
| Учителят                | Йордан Спиров |
| Бате Симо               | Димо Коларов |
| Стрезова                | Карина Ангелова |
| Професор Страшимиров    | Живко Гарванов |
| Д-р Алексиев, асистента | Стефан Илиев |
| Д-р Пенчев              | Васил Димитров |
| Професорите             | Тодор Пройков Кирил Богоявленски Желчо Мандаджиев Алеко Минчев Надя Тодорова - проф. Рутева Александър Благоев Михаил Парменов Петър Гетов Любомир Павлов Недялко Недялков Стефан Антонов Александър Методиев |
| В епизодите:            | Данаил Мишев Албена Казакова Росица Русева Владимир Русинов (като Вл. Русинов) Б. Дерменджиева Юлия Траянова (като Юл. Траянова) Аве Иванова В. Костова Ц. Йонелов Г. Пенчев Ат. Найденов К. Спасов           |

### Технически екип
| Режисьор                      | Рангел Вълчанов                                                                                      |
| Сценарий                      | Георги Данаилов Рангел Вълчанов                                                                      |
| Оператор                      | Радослав Спасов                                                                                      |
| Художник                      | Георги Тодоров                                                                                       |
| Музика                        | Кирил Дончев                                                                                         |
| Тонрежисьор                   | Иван Венциславов                                                                                     |
| Монтаж                        | Йорданка Бъчварова                                                                                   |
| Комбинирани снимки и анимация | Недьо Недев Аспарух Панов Бойко Янев Иван Манев Нено Трифонов Владимир Манов                         |
| Костюми                       | Елена Демякова                                                                                       |
| Редактор                      | Правда Кирова                                                                                        |
| Директор                      | Христо Ненов                                                                                         |
| Втори режисьор                | Румяна Рунева                                                                                        |
| Асистент-режисьори            | Емилия Василева Албена Пунева Красимир Крумов                                                        |
| Втори оператор                | Владимир Станков                                                                                     |
| Асистент-оператори            | Христо Александов Георги Чолаков Стефан Стоянов Антон Наков                                          |
| Втори художници               | Биляна Костова Соня Деспотова                                                                        |
| Грим                          | Иванка Горшинина Атанаска Попова                                                                     |
| Гардероб                      | Маргарита Узунова                                                                                    |
| Асистенти по звука            | Валентин Кирилов Мартин Захариев Пламен Рашков                                                       |
| Асистенти по монтажа          | Долорес Йорданова Мария Кацева Виолета Григорова                                                     |
| Осветление                    | Васил Каменов                                                                                        |
| Фарт                          | Петър Анев                                                                                           |
| Реквизит                      | Васко Петков                                                                                         |
| Фотограф                      | Соня Велева                                                                                          |
| Организатори                  | Александър Методиев Веселин Василев Атанас Найденов Недка Димитрова                                  |
| Distributed by                | Българска кинематография Студия за игрални филми „БОЯНА“ Първи творчески колектив /Copyright © 1985/ |